# Physoglenes chepu
Espèce
Physoglenes chepu est une espèce d'araignées aranéomorphes de la famille des Physoglenidae.

## Distribution
Cette espèce est endémique de la région des Lacs au Chili,. Elle se rencontre sur l'île de Chiloé.

## Description
La femelle holotype mesure 1,54 mm.

## Étymologie
Son nom d'espèce lui a été donné en référence au lieu de sa découverte, Chepu.

## Publication originale
- Forster, Platnick & Coddington, 1990 : A proposal and review of the spider family Synotaxidae (Araneae, Araneoidea), with notes on theridiid interrelationships. Bulletin of the American Museum of Natural History, no 193, p. 1-116 (texte intégral).